# Ley de Haitz

Ilustración de la ley de Haitz. Flujo y coste por paquete de LED en función del tiempo (téngase en cuenta la escala logarítmica en el eje vertical)

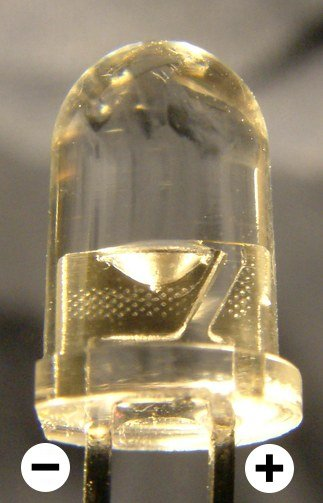
LED

La conocida como ley de Haitz, en realidad una regla empírica, es una observación y predicción realizada en 2000 acerca de la mejora constante, a lo largo de muchos años, de los diodos emisores de luz (LEDs).
La regla establecía que, cada década, el coste por lumen (unidad de luz útil emitida) cae en un factor de 10, y que la cantidad de luz generada por los LED se incrementa en un factor de 20, para una determinada longitud de onda (color) de la luz. Se considera esta ley análoga a la ley de Moore, que establece que el número de transistores en un circuito integrado se duplica cada 24 meses. Ambas leyes se basan en la optimización de procesos de la producción de los dispositivos semiconductores.
La ley de Haitz lleva el nombre de Roland Haitz (1935-2015), un científico que trabajó en Agilent Technologies. Fue presentada por primera vez al público en general en «Strategies in Light 2000», la primera de una serie de conferencias anuales organizadas por la compañía Strategies Unlimited. Además de la predicción de desarrollo exponencial del coste por lumen y de la cantidad de luz por paquete, la ley también preveía que la eficacia luminosa de la iluminación basada en LEDs podría llegar a 200 lm/W (lúmenes por vatio) en 2020, cruzando la barrera de los 100 lm/W en 2010, lo que sucedería si se invirtieran suficientes recursos industriales y gubernamentales para la investigación en la iluminación LED. De alcanzarse esos 200 lm/W, se ahorraría más del 50% del consumo eléctrico en iluminación (20% de la energía eléctrica total consumida).
Esas perspectivas y otras aplicaciones pioneras de los LED (por ejemplo, flashes de teléfonos móviles y retroiluminación de LCD) condujeron a una inversión masiva en investigación de LED, de modo que la eficacia de los LED superó los 100 lm/W en 2010. El máximo teórico para una fuente continua de luz blanca de longitud de onda (a diferencia de una compuesta por una combinación de fuentes de longitud de onda discretas) (a una temperatura de color de 5800 K con longitudes de onda restringidas a la banda visible de entre 400−700 nm) es de 251 lm/W. Sin embargo, algunos LED blancos compuestos de longitud de onda no continua alcanzarían eficacias de más de 300 lm/W.
En 2010, Cree Inc., desarrolló y comercializó el led XM-L, que alcanzó los 1000 lúmenes a 100 lm/W de eficacia, 160 lm/W a 350 mA y 150 lm/W a 700 mA. También afirmaron haber alcanzado la barrera de los 100 lm/W en I+D con un prototipo de producción de 208 lm/W a 350 mA. En mayo de 2011, Cree anunció otro prototipo con 231 lm/W de eficacia a 350 mA. En marzo de 2014, Cree anunció otro prototipo con el que alcanzó los 303 lm/W de eficacia a 350 mA.
En 2017, Philips Lighting comenzó a ofrecer luces LED de consumo con una eficacia de 200 lm/W en Dubái, utilizando tecnología de filamento LED, tres años antes de lo que había predicho la ley de Haitz.